# Anders Åslund (fotbollsspelare)
Anders Ronny Åslund, född 30 november 1956 i Hagfors, är en svensk före detta fotbollsspelare. Hans bror, Sanny Åslund, är även en tidigare fotbollsspelare, liksom brorsonen Martin Åslund.
Åslund började sin fotbollskarriär i Sörby IK. 1976 gick han till AIK, där det under första året mest var spel i reservlaget. Han fick dock spela några matcher i Tipscupen, där debuten kom i en 2–1-förlust mot tyska Eintracht Braunschweig. Åslunds allsvenska debut kom den 23 april 1977 mot Halmstads BK, där han blev inbytt i den 82:a minuten. Den 18 juni 1977 gjorde Åslund sitt första allsvenska mål i en match mot IF Elfsborg. 
Under både 1977 och 1978 hade Åslund besvär med en ljumskskada som höll honom borta från spel under stora delar av säsongerna. Under hösten 1978 var Åslund äntligen skadefri och i en match mot Halmstads BK blev han allsvensk tvåmålsskytt för första gången. Under säsongen 1979 gjorde Åslund endast ett mål och AIK blev nedflyttade. 1980 blev Åslund skyttekung i division 2 Norra med 13 mål och AIK blev åter uppflyttade till Allsvenskan. Han spelade även för AIK under 1981 men gick sedan till IFK Västerås. I Västerås spelade Åslund fram till 1984, men fick stora delar av den tiden förstörd på grund av skador.
Efter spelarkarriären var Åslund tränare för IFK Täby mellan 1986 och 1987. Han har även varit ungdomstränare i Erikslunds KF.